# Luis Aguilar (Schauspieler)

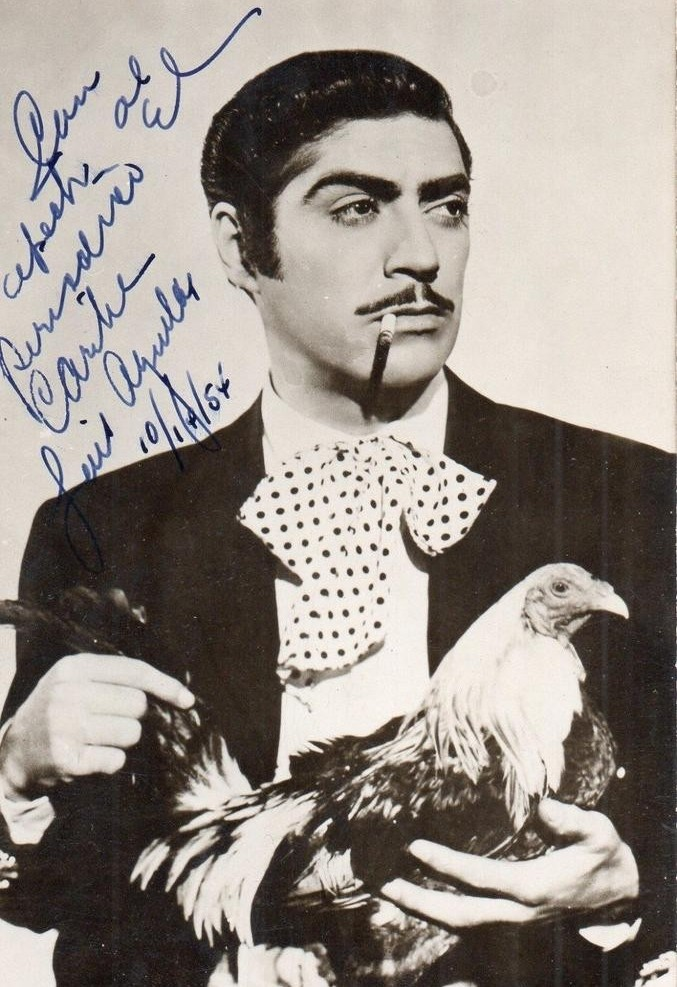
Luis Aguilar, 1954

Luis Aguilar Manzo (* 29. Januar 1918 in Hermosillo; † 24. Oktober 1997 in Mexiko-Stadt) war ein mexikanischer Schauspieler und Sänger.

## Leben
Aguilar studierte an der Militärschule Colegio Militar und begann eine Laufbahn als Ingenieur bei der Armee. Er brach diese bald ab und arbeitete dann u. a. in der Landwirtschaftsabteilung der Secretaría de Hacienda y Crédito Público und in Mazatlan als Haifischfänger. Anfang der 1940er Jahr zog er nach Mexiko-Stadt, wo er 1944 in einer Hauptrolle in dem Film Sota, Caballo y Rey auftrat. In seinen zahlreichen Filmen spielte er mit Schauspielern wie Pedro Infante, Jorge Negrete, Pedro Armendáriz, María Félix, Joaquín Pardavé, Marga López, Pedro Vargas, Lilia Prado, Eulalio González Piporro und Emilio Fernández zusammen. Als Sänger nahm er acht Alben auf. Seit 1957 war er in zweiter Ehe mit der Schauspielerin Rosario Gálvez verheiratet. Ab Anfang der 1980er Jahre wirkte er in mehreren Telenovelas mit.